# JR East série 253
La série 253 (253系, 253-kei) est un type de rame automotrice électrique exploitée par la compagnie JR East sur les services express autour de Tokyo.

## Description
La série 253 a été fabriqué par les constructeurs Kinki Sharyo et Tokyu Car Corporation à partir de 1990 pour effectuer les services Narita Express. Le design des rames a été effectué par Kenji Ekuan. Au total 23 rames ont été construites, comportant 3 ou 6 voitures.
Plusieurs variantes ont existé au cours du temps : 
- La série 253-0 a été construite de 1990 à 1996. La livrée était rouge, blanche et noir, aux couleurs du Narita Express. Elles ont roulé jusqu'en 2010. Deux rames ont été rachetées par la compagnie Nagaden pour devenir la série 2100.
- La série 253-200 se compose de 2 rames supplémentaires construites pour la coupe du monde de football 2002.
- La série 253-1000 se compose des 2 rames de la série 253-200 qui ont été rénovées. La livrée est rouge et orange.

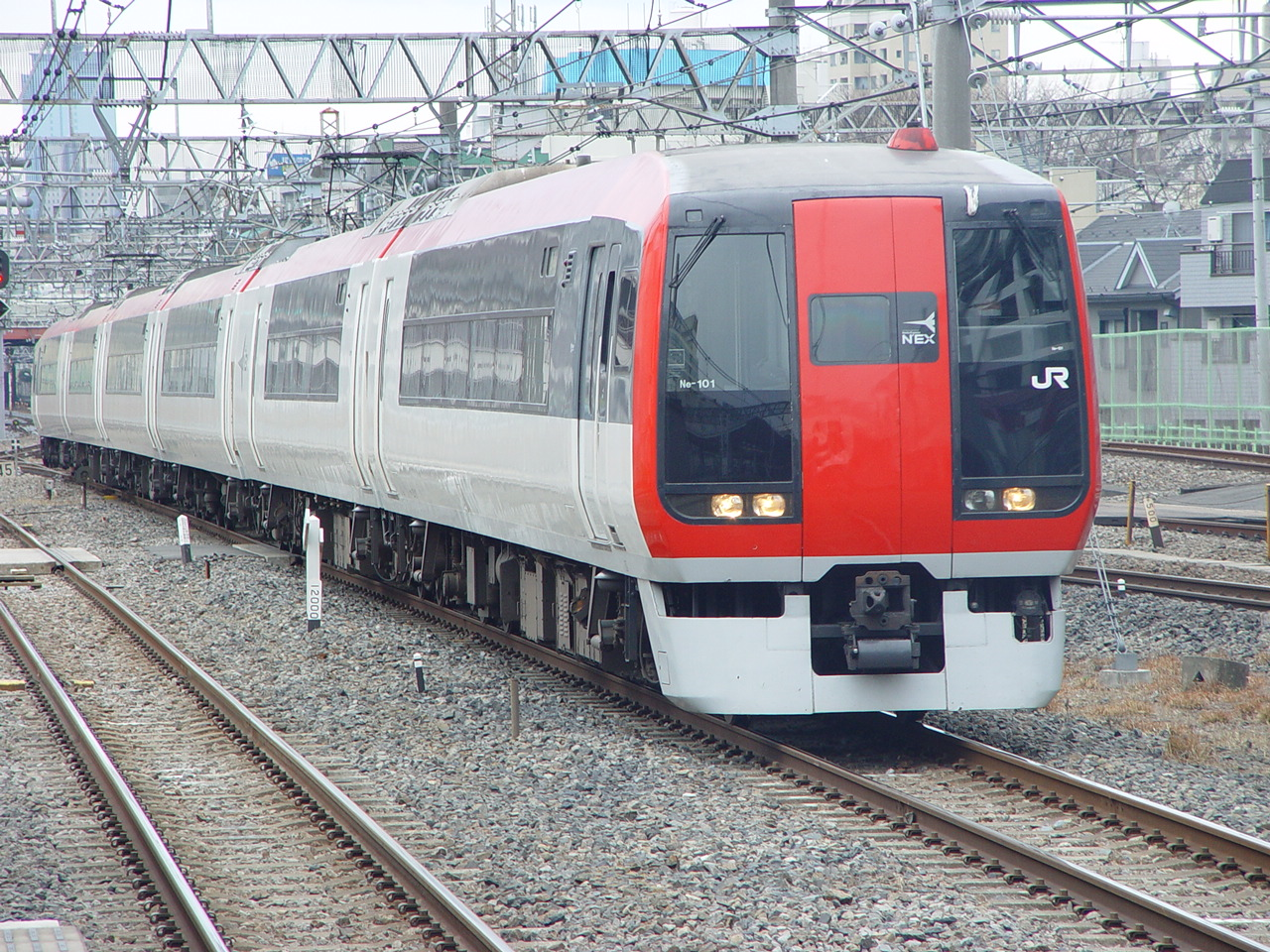
Série 253-0 Narita Express
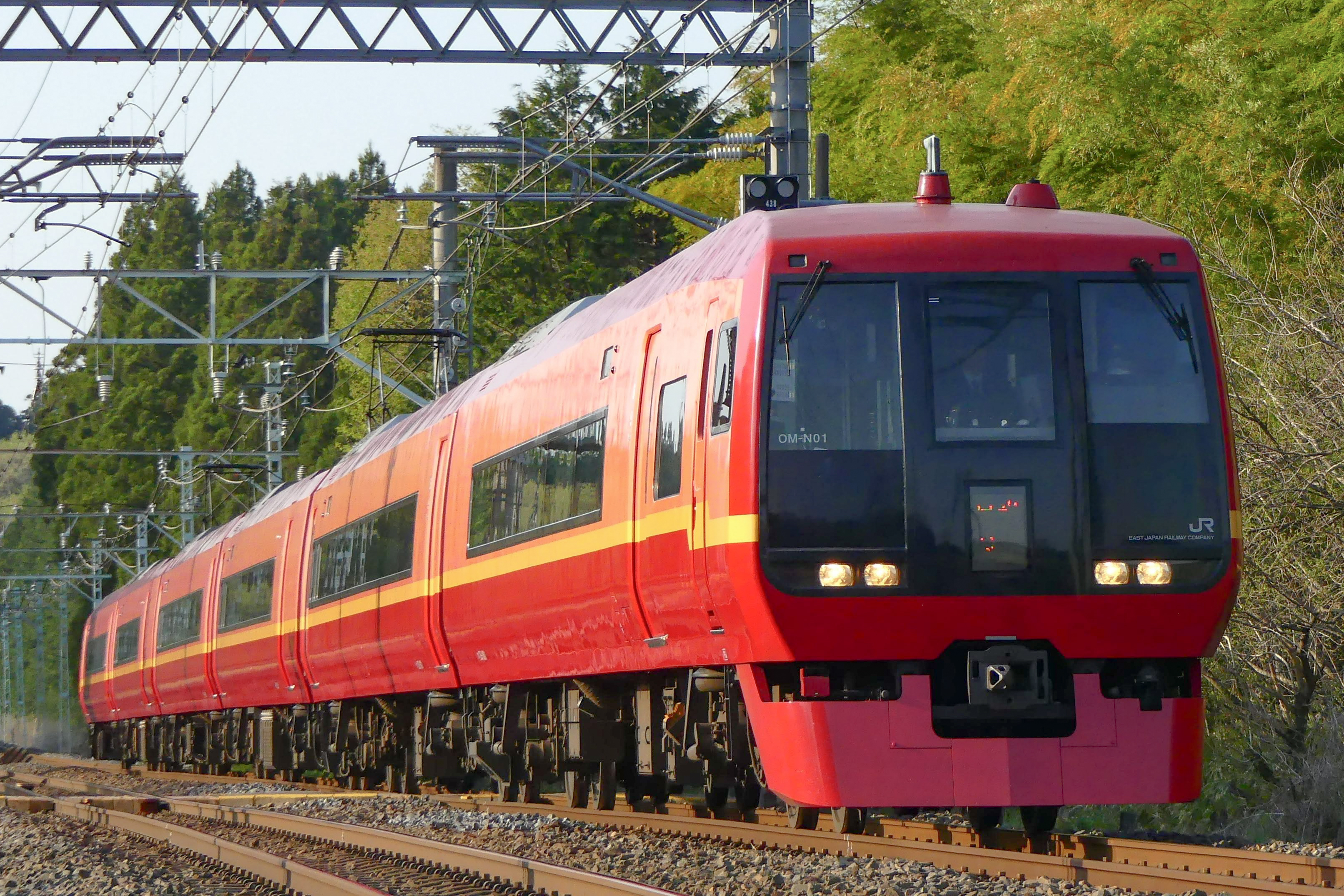
Série 253-1000
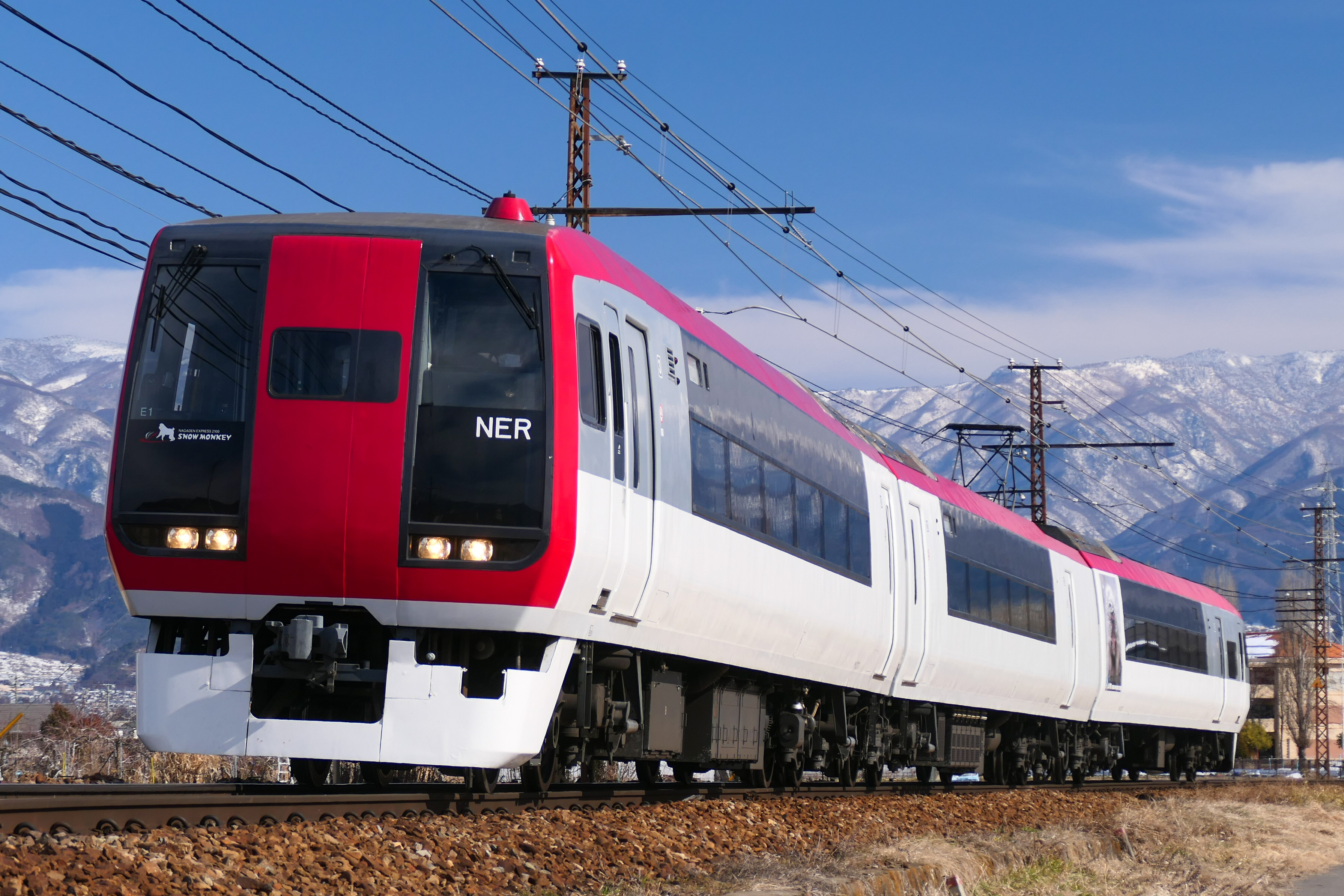
Nagaden série 2100
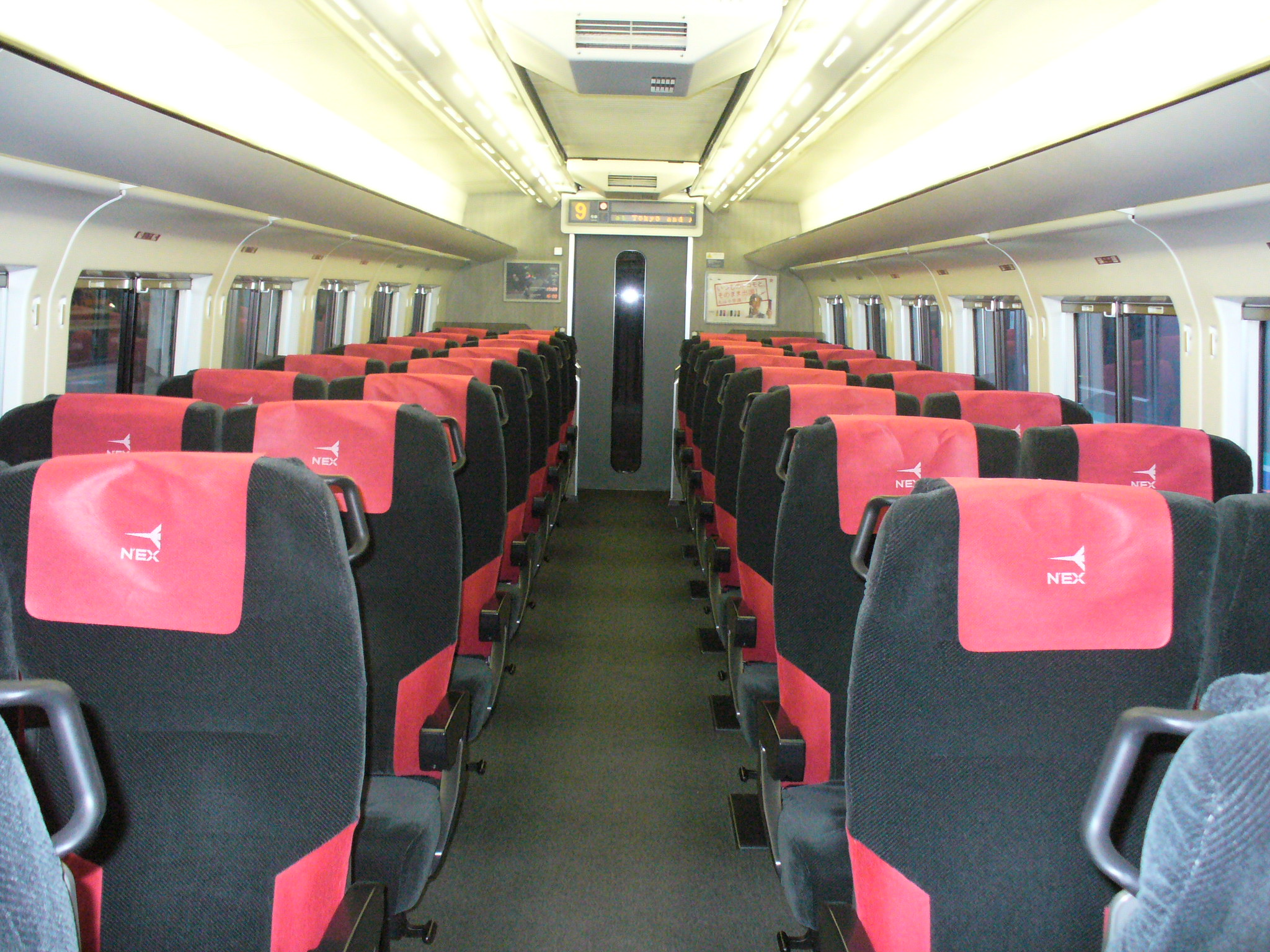
Intérieur de la série 253-0

## Histoire
Les premières rames de la série 253 ont été introduites le 30 juin 2010.
Le modèle est récompensé d'un Laurel Prize en 1992.

## Affectation
Les rames des séries 253-0 et 253-200 étaient affectées aux services Narita Express de 1991 à 2010. Les rames de la série 253-1000 effectuent les services Nikkō et Kinugawa depuis 2011.